# آناستازیا پریخودکو
آناستازیا کنستانتینوا پریخودکو (انگلیسی: Anastasia Konstantinovna Prikhodko;اوکراینی: Анастасія Костянтинівна Приходько; متولد ۲۱ آوریل ۱۹۸۷ در کی‌یف، اوکراین) یک خواننده پاپ و فولک راک اوکراینی است و علت شهرت وی به خاطر کونترالتو (بم‌ترین صدای زنانه) عمیقش است. وی در سال ۲۰۰۹ به نمایندگی از روسیه در مسابقه آواز یوروویژن ۲۰۰۹ شرکت کرد با ترانه مادر به رتبه یازدهم دست یافت.